# Pasul Oituz
Pasul Oituz este o trecătoare situată pe drumului național 11 în grupa centrală a Carpaților Orientali, între Munții Nemira la nord, și Munții Brețcului (subunitate a Carpaților de Curbură) la sud, cu o altitudine de 866 m.

## Date geografice

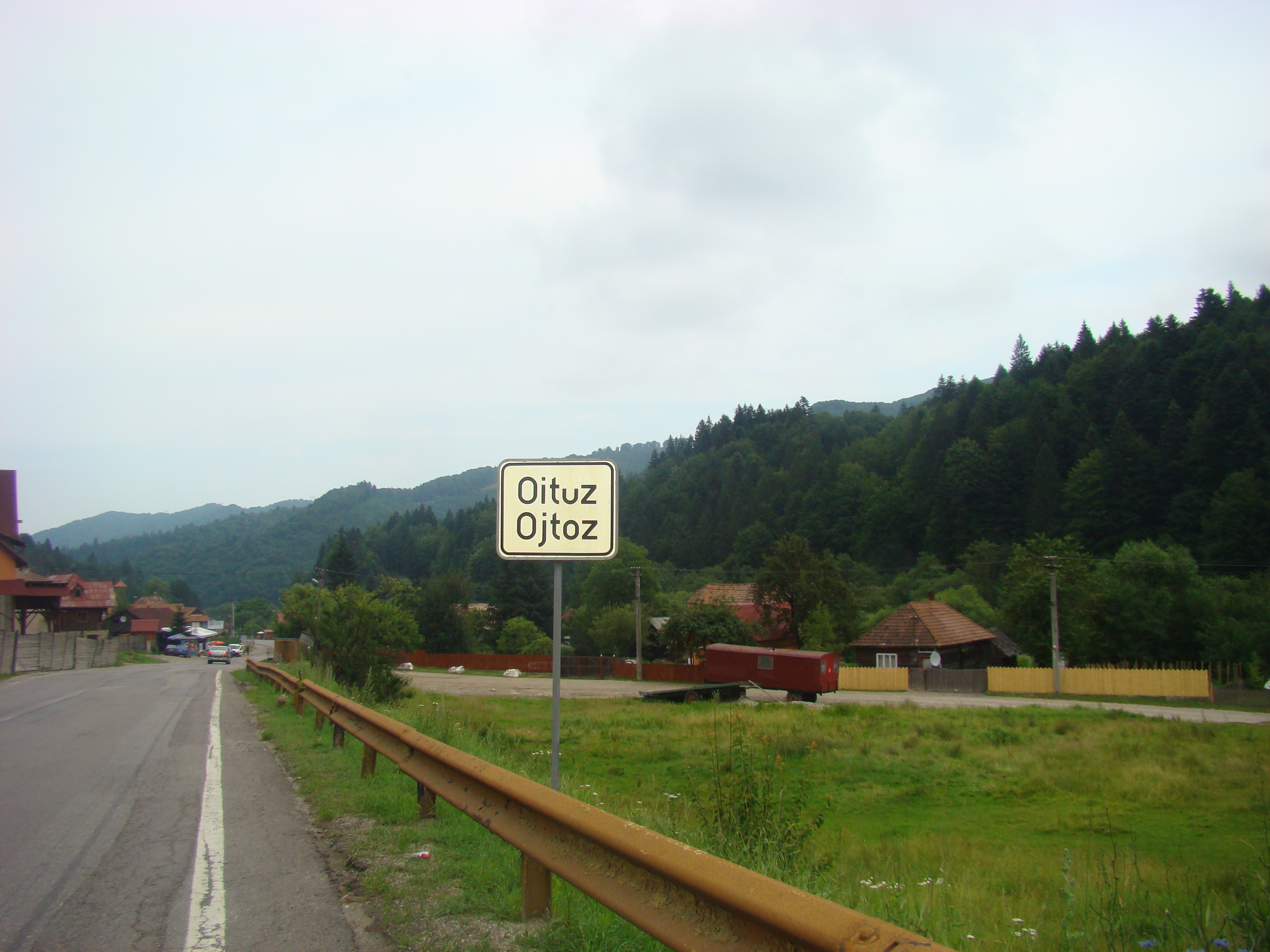
Intrarea în satul Oituz (Covasna)

Pasul asigură legătura între valea Oituzului (Județul Bacău) și Depresiunea Brașovului (Județul Covasna), mai precis între orașele Onești și Târgu Secuiesc pe un tronson suprapus drumului european E574.
Ce mai apropiată stație de cale ferată se găsește la Brețcu, pe calea ferată secundară 404 Sfântu Gheorghe - Covasna - Brețcu.
În apropiere se găsesc – spre sud respectiv sud–est pasurile Mușat și Soveja, iar spre nord pasurile Cărpineni și Uz, iar spre nord–vest Cașin.

## Istorie

Harta provinciei romane Dacia între anii 106 și 271

Pasul a constituit dintotdeauna una dintre cele mai importante porți ale Transilvaniei. Cercetările arheologice dovedesc utilizarea trecătorii cel puțin din neolitic. Pe aici a trecut cel mai scurt drum între Dacia transcarpatică și gurile Dunării, folosirea frecventă a acestui drum fiind indicată de existența castrului roman Angustia de la Brețcu. De asemeni, invaziile populațiilor migratoare au găsit pe aici o poartă lesnicioasă, astfel că în 1241-1242 pe aici a trecut un corp de oaste mongolă după ce a distrus Episcopia Cumaniei.
În Evul Mediu Pasul Oituzului a reprezentat cea mai importantă trecătoare dintre regiunile de la est de Carpați și Transilvania. Acesta a servit atât ca drum comercial ce a unit Brașovul și Țara Bârsei cu gurile Dunării (portul Chilia) – respectiv cu Suceava, cât și ca o cale de emigrare, în cazul prezenței unor condiții istorice aspre și injuste. Pe aici a trecut în 1467 armata lui Matei Corvin spre Moldova, iar în 1576 István Báthori în drumul său pentru a deveni rege al Poloniei. Mihai Viteazul a trecut tot pe aici la 1600 cu un corp de oaste, pentru a se angaja în luptă cu Ieremia Movilă. De asemeni trecătoarea a fost locul unor bătălii, cele mai cunoscute fiind cele din Primul Război Mondial.
Șoseaua existentă aici a fost construită de către Imperiul Austro-Ungar în 1847. Au existat și planuri de construcție a unei căi ferate spre Galați (contele István Széchenyi).

## Obiective turistice de interes situate în apropiere
În gura pasului pe vârful Muntelui Răchitiș (maghiară Rakottyás), sunt ruinele cetății Rákóczy construită în secolul XV (cod LMI CV-I-s-A-13071). Aceasta a fost menită atât să vegheze drumul de acces spre valea Râului Negru cât și să fie un punct de colectare a vămii.
Pe Dealul Coșna din satul Oituz se găsește Monumentul eroilor cavaleriști din Primul Război Mondial (cod LMI CBC-IV-m-A-00935), ridicat în 1924 în amintirea luptelor purtate aici – operă a sculptorului Vasile Ionescu-Varo.
Pe teritoriul comunei Brețcu, se află:
- Monumentul ridicat în 1899 în amintirea împărătesei Elisabeta a Austriei, cunoscută și sub numele de Sisi.[12]
- Castrul roman Angustia – aflat în fața pasului, la nord-est de satul Brețcu.

Monumentul eroilor cavaleriști din Primul Război Mondial de pe dealul Coșna, valea Oituzului